# Thérèse Guilbert
Pour les articles homonymes, voir Guilbert.
Thérèse Guilbert, née le 18 février 1943 à Abbeville (Somme), est une femme politique française.

## Biographie
Elle arrive à Outreau, à l'âge de 17 ans, à la suite de la mutation de son père, employé à la SNCF, en 1960. Elle devient institutrice, auprès des enfants en difficulté, métier qu'elle exerce à Outreau pendant de nombreuses années.
Elle adhère au PSU, avant de rejoindre la SFIO en 1964, puis le Parti socialiste. En 1983, le maire d'Outreau, Jean-Marie François, lui demande de faire partie de l'équipe municipale, « car il souhaitait avoir quelques femmes ». Passionnée de culture pour tous, elle crée notamment le ciné-club des jeunes de Boulogne-sur-Mer et d'Outreau. En 1989, elle devient adjointe à la culture.
Un an avant la loi sur la parité de 1998, le PS décide un début de parité et impose une femme dans la circonscription de Boulogne pour les législatives. Thérèse Guilbert est battue par Guy Lengagne, qui s'est présenté comme dissident, mais elle réalise tout de même un bon score. Elle prend ensuite des responsabilités à la fédération socialiste. En 2002, elle devient la suppléante de Guy Lengagne, député de la 5e circonscription du Pas-de-Calais. En 2007, elle est la suppléante de Frédéric Cuvillier, député de la 5e circonscription du Pas-de-Calais qui est nommé au gouvernement. Thérèse Guilbert prend son siège de député à compter du 22 juillet 2012, qu'elle laisse le 26 septembre 2014, au retour de Frédéric Cuvillier à l'Assemblée après son départ du gouvernement.
En 2001, elle est élue au conseil général et devient vice-présidence, chargée de la culture en 2005. Elle est remplacée en septembre 2012 par son suppléant Julien Ledoux.
En décembre 2005, elle devient maire d'Outreau après le décès de Jean-Marie François. Elle est réélue à la mairie, au premier tour, en mars 2008, avec 58,70 % des voix , elle est réélue maire en 2014. Sébastien Chochois lui succède au poste de maire en décembre 2018.

## Décoration
- Commandeur de l'ordre des Palmes académiques (2023)[4].